# Aleksandr Aresjtsjenko

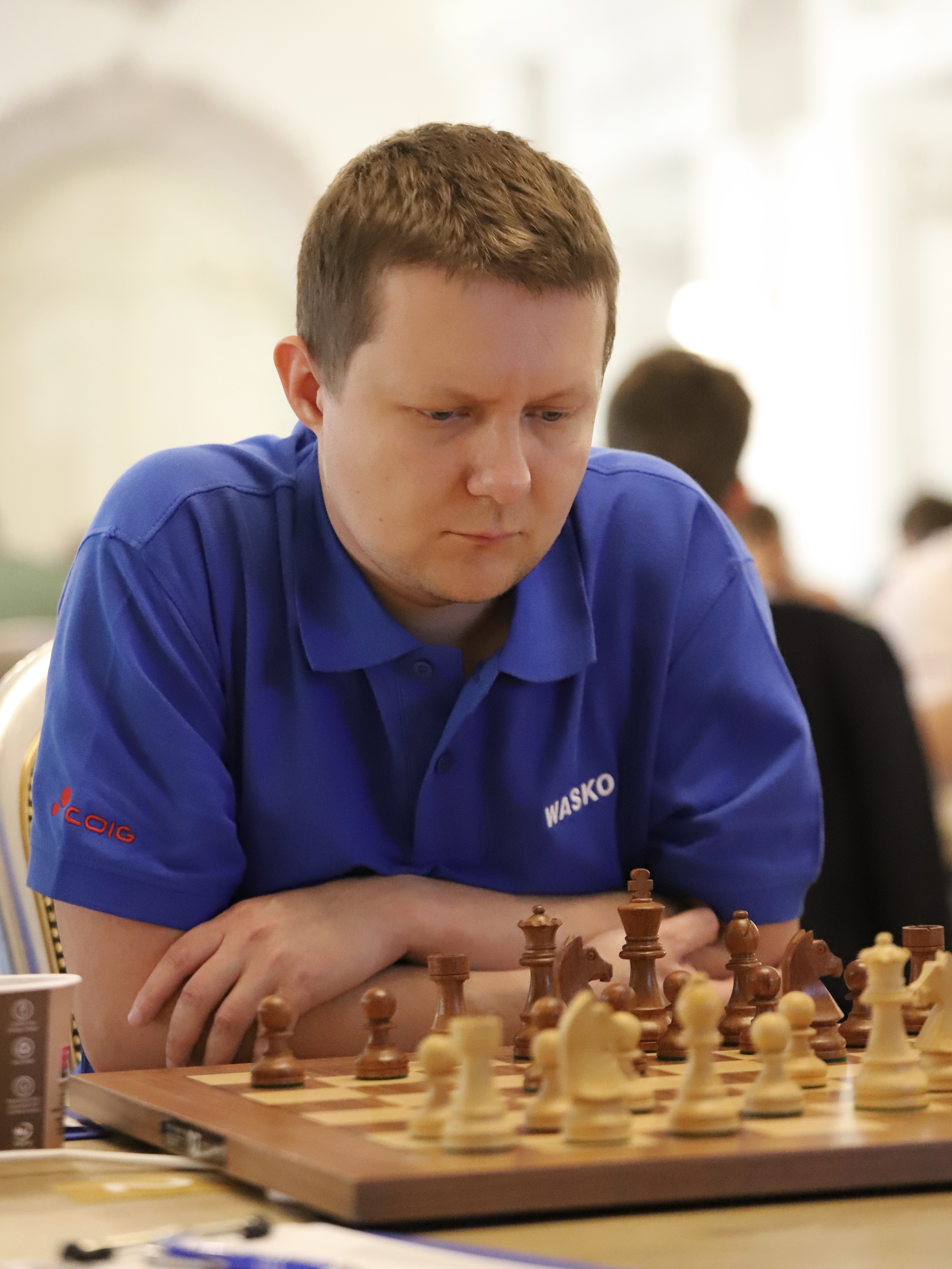
Aleksandr Aresjtsjenko (2021)

Aleksandr Valentinovitsj Aresjtsjenko  (Oekraïens: Олександр Валентинович Арещенко) (Kramatorsk (Sovjet-Unie), 15 juni 1986) is een Oekraïense schaker. Hij is sinds 2002 een grootmeester (GM). 

## Schaakcarrière
- In 2000 won Aresjtsjenko het Wereldkampioenschap schaken voor jeugd in de categorie tot 14 jaar. Aan het kampioenschap, gehouden in Oropesa del Mar (Spanje), werd ook deelgenomen door de latere super-grootmeester Wang Yue.[1]
- In 2001 werd hij Internationaal Meester (IM), in 2002 grootmeester.
- Aresjtsjenko deed voor het eerst van zich spreken in Nederland door eind 2004 de A-groep van het Harmonieschaaktoernooi op zijn naam te schrijven.
- Van 24 aug. t/m 2 sept. 2005 speelde hij mee in het knock-outtoernooi om het kampioenschap van Oekraïne dat door hem met 3.5 punt gewonnen werd.[2]
- Van 24 sept. t/m 2 okt. 2005 speelde hij mee in het 14e Monarch Assurance toernooi op het eiland Man waar hij met 7 uit 9 op de eerste plaats eindigde.[3]
- Ook het 15e Monarch Assurance-toernooi, in 2006, werd door hem gewonnen, met 7 pt. uit 9.[4]
- In 2007 werd hij gedeeld 2e–4e met Hikaru Nakamura en Emil Sutovsky bij het 5e Gibraltar Chess Festival.[5]
- In 2009 werd hij gedeeld 1e–4e met Humpy Koneru, Jevgeni Mirosjnitsjenko en Magesh Chandran Panchanathan bij de Mumbai Mayor Cup, die hij vervolgens won via de tiebreak.[6]
- Eveneens in 2009 werd hij gedeeld winnaar met Boris Avrukh op het Zürich Jubilee Open toernooi en won het toernooi via de tiebreak.[7]
- In 2011 eindigde Aresjtsjenko gedeeld 1e–5e met Yuriy Kuzubov, Parimarjan Negi, Markus Ragger en Ni Hua bij het 9e Parsvnath Open toernooi.[8]
- In 2012 won hij (via de tiebreak) in Sint-Petersburg (Rusland) het Tsjigorin Memorial toernooi.[9]
- Eveneens in 2012 won hij het Botvinnik Memorial toernooi.[10] Ook dit toernooi werd gehouden in Sint-Petersburg.
- In 2015 werd hij gedeeld 1e-5e met Nils Grandelius, Martyn Kravtsiv, Baadoer Dzjobava en Richárd Rapport in het Masters toernooi van het 22e Abu Dhabi International Schaakfestival.[11][12]
- In 2016 won hij het 20e Open Internationale kampioenschap van Beieren in Bad Wiessee (Duitsland).[13]
- In 2017 werd hij gedeeld 4e–14e bij het Europees kampioenschap schaken.[14]

In 2011 and 2013 won het Oekraïense team, met teamlid Aleksandr Aresjtsjenko, de bronzen medaille bij het WK landenteams en in 2007 won Aleksandr Aresjtsjenko, als lid van het Oekraïense team, de individuele zilveren medaille bij het EK landenteams.
In november 2017 kondigde Aresjtsjenko aan dat hij stopte met professioneel schaken.

## Partij
- Wit: Sergei Rublevsky
- Zwart: Aleksandr Aresjtsjenko

Russische teamkampioenschappen, 2005
 
1.e4 c5 2.Pe2 d6 3.g3 Pf6 4.Lg2 e5 5.c3 Le7 6.d4 cxd4 7.cxd4 0-0 8.Pbc3 a6 9.0-0 b5 10.a3 Lb7 11.Le3 Pbd7 12.h3 Te8 13.g4 Pb6 14.b3 Tc8 15.Tc1 Pfd7 16.Dd2 d5 17.Pxd5 Pxd5 18.Txc8 Dxc8 19.exd5 (diagram) e4 20.Pc3 Lxa3 21.Pxe4 Da8 22.Pc5 Lxd5 23.Lxd5 Dxd5 24.Pxd7 Dxd7 25.b4 a5 26.bxa5 Dd5 27.Dd3 b4 28.a6 h5 29.Lf4 hxg4 30.hxg4 Ta8 31.Te1 Lb2 32.Te4 b3 33.Df3 Lxd4! 34.Lc1 (na 34.Te8+ Txe8 en promotie van de b-pion komt zwart een toren voor te staan) Dc6 35.La3 b2 36.Lxb2 Lxb2 37.De2 Lf6 38.a7 g5 39.De3 Kg7 40.Tb4 Dd7 (0-1)